# Herpetogramma juba
Herpetogramma juba là một loài bướm đêm trong họ Crambidae.